# 南方聯盟
南方聯盟（英語：Southern League）是美國中南部的一個美國職棒小聯盟附屬聯盟，該聯盟於1964年創立，隸屬於大聯盟的2A系統。
該聯盟可追溯到1885年創立的南方聯盟，以及後來的南方協會和南太平洋聯盟。
2020年，因為COVID-19疫情的大爆發，使得小聯盟賽季全面暫停。2021年球季開始前，南方聯盟球隊全部加入2A南區。不過大聯盟後來收購小聯盟的名稱版權，因此2A南區在2022年球季又改回原名南方聯盟。

## 現有球隊
| 分區         | 球隊           | 大聯盟球隊         | 所在地             | 球場                   | 球場容納人數 |
| ------------ | -------------- | ------------------ | ------------------ | ---------------------- | ------------ |
| 北區         | 伯明罕男爵     | 芝加哥白襪         | 阿拉巴馬州伯明罕   | 區域球場               | 8500         |
| 查塔努加警覺 | 辛辛那提紅人   | 田納西州查塔努加   | AT&T公園           | 6362                   |              |
| 火箭城浣熊   | 洛杉磯天使     | 阿拉巴馬州春田     | 豐田汽車球場       | 7000                   |              |
| 田納西煙山   | 芝加哥小熊     | 田納西州塞維爾維爾 | 煙山體育場         | 6412                   |              |
| 南區         | 比洛克西剝殼機 | 密爾瓦基釀酒人     | 密西西比州比洛克西 | MGM公園                | 6076         |
| 南區         | 密西西比勇士   | 亞特蘭大勇士       | 密西西比州珍珠     | 信標公園               | 8480         |
| 南區         | 蒙哥馬利餅乾   | 坦帕灣光芒         | 阿拉巴馬州蒙哥馬利 | 蒙哥馬利河濱步道體育場 | 7000         |
| 南區         | 彭薩科拉藍棘鰆 | 邁阿密馬林魚       | 佛羅里達州彭薩科拉 | 費特曼上將球場         | 5038         |

|  |

## 外部連結
- 小聯盟官方網站 （页面存档备份，存于）